# 外部 (位相空間論)
位相空間論において位相空間 X の部分集合 S の外部（がいぶ、英: exterior）とは、 その補集合 Sc の内部 (Sc)i のことである。これを記号 Se で表す。また集合 S の閉包 Sa の補集合 (Sa)c と定義してもよい。
外部 Se に属する点を集合 S の外点（がいてん、英: exterior point）と呼ぶ。
外部作用素は以下の性質（公理）を満たし、集合に位相を与える方法として採用することもできる。
- ∅e = X
- Se ⊆ Sc
- Se = ((Se)c)e
- (S ∪ T)e =Se ∩ Te

## 特徴
- Se は S と交わりのない最大の開集合である。
- S ⊆ T ⇒ Se ⊇ Te
- Si = (Sc)e
- S が閉集合である ⇔ Se = Sc
- (Se)e ⊇ Si